# Svjetski skakački rekordi (muški)
Svjetski skakački rekordi za muškarce broje se u metrima i centimetrim. O rekordima odlučuju službeni suci atletske organizacije IAAF. Rekordi se upisuju ako atletičar nije pod dopingom, ako je preskočio za barem 1 centimetar više nego prethodni rekord.

## Rekordi
| Disciplina    | Rekord  | Atletičar        | Nacionalnost           | Datum              | Prvenstvo/kup/OI. | Mjesto                |
| ------------- | ------- | ---------------- | ---------------------- | ------------------ | ----------------- | --------------------- |
| Skok u vis    | 2,45 m  | Javier Sotomayor | Kuba                   | 27. srpnja 1993.   |                   | Salamanca, Španjolska |
| Skok s motkom | 6,26 m  | Armand Duplantis | Švedska                | 25. kolovoza 2024. |                   | Chorzów, Poljska      |
| Skok u dalj   | 8,95 m  | Mike Powell      | SAD                    | 30. kolovoza 1991. |                   | Tokio, Japan          |
| Troskok       | 18,29 m | Jonathan Edwards | Ujedinjeno Kraljevstvo | 7. kolovoza 1995.  |                   | Göteborg, Švedska     |